# Arvoredo
Arvoredo é um município localizado no oeste do estado de Santa Catarina. Sua população, conforme o Censo do IBGE de 2022, é de 2 580 habitantes. Localiza-se a uma latitude 27º04'28" sul e a uma longitude 52º27'21" oeste, estando a uma altitude de 362 metros.

## Informações gerais
- Área: 90,709 km².
- Data de fundação - 9 de janeiro de 1992.
- Principais atividades econômicas - Agricultura.
- Colonização - Italiana.
- Principais etnias - Italiana.
- Localização - Mesorregião Oeste Catarinense, microrregião Alto Uruguai com sede em Concórdia e inserido na SDR de Seara,  está a 550 km de Florianópolis.
- Clima - Mesotérmico úmido, com verão fresco e temperatura média de 18,1 °C.
- Altitude - 362 m acima do nível do mar.
- Vegetação - Floresta Estacional Decidual,[6]
- Cidades próximas - Seara, Xavantina, Xaxim, Chapecó, Xanxerê.

## História
Italianos que vieram do Rio Grande do Sul foram os primeiros a se instalar em Arvoredo, na mesma saga que colonizou todo o oeste catarinense. Os mais antigos recordam que os tropeiros passavam por Arvoredo a caminho de outras regiões, como o vizinho Paraná, nos tempos do Contestado.

## Rodovias
O principal acesso à sede do município é pela rodovia SC-283, pela qual é possível acessar os municípios limítrofes de Chapecó e Seara. O acesso aos municípios de Xavantina, Xaxim e Xanxerê se dá por estrada sem pavimentação.